# Mesorregión de São Francisco Pernambucano
La mesorregión del São Francisco Pernambucano es una de las cinco mesorregiones del estado brasileño de Pernambuco. Es formada por dos microrregiones y cubre 15 municipios, con IDH medio 0,702 basado en los datos del banco central de 2005. Con el PIB de 3.187.736 que corresponde a 9,5% del estatal, a Renta per cápita y la segunda más alta del estado cerca de 7.000. La región tiene las mejores condiciones de vida según especialista del estado por cuenta de la humedad del Río São Francisco, la Capital de la mesorregión es Petrolina, que es también la de todo Sertón, la ciudad es un polo finaceiro, comercial de la región.

## Microrregiones

### Itaparica
- Belém de São Francisco
- Carnauba de la Peña
- Vegetación
- Itacuruba
- Jatobá
- Petrolândia
- Tacaratu

### Petrolina
- Afrânio
- Cabrobó
- Dormentes
- Laguna Gran
- Orocó
- Petrolina
- Santa Maria de la Boa Vista
- Tierra Nueva